# سعر اليورو قصير الأجل
سعر اليورو قصير الأجل (€ STR) هو السعر المرجعي لعملة اليورو.

## نبذة
يتم حساب سعر اليورو قصير الأجل باليورو عن طريق البنك المركزي الأوروبي ويستند إلى التقارير الإحصائية لسوق النقد لنظام اليورو.

## الخصائص
خصائص سعر اليورو قصير الأجل (€ STR):
- يتم نشر تقرير سعر اليورو قصير الأجل (€ STR) من قبل البنك المركزي الأوروبي.[3]
- يعتمد على قطاع السوق الغير مضمون. طور البنك المركزي الأوروبي معدلًا غير مضمون، لأنه يهدف إلى استكمال سعر الفائدة بين البنوك في الاتحاد الأوروبي. علاوة على ذلك، يتأثر السعر المضمون بنوع الضمانات.[4]
- تغطي التقارير الإحصائية لسوق المال أكبر 50 بنك في منطقة اليورو من حيث حجم الميزانية العمومية.[5]

في حين أن سعر الفائدة بين البنوك في الاتحاد الأوروبي يعكس السوق بين البنوك، فإن سعر اليورو قصير الأجل يوسع نطاقه ليشمل صناديق أسواق المال وشركات التأمين والشركات المالية الأخرى لأن البنوك طورت نشاطًا كبيرًا في سوق المال مع تلك الكيانات.